# Fuente Luminosa (Lisboa)

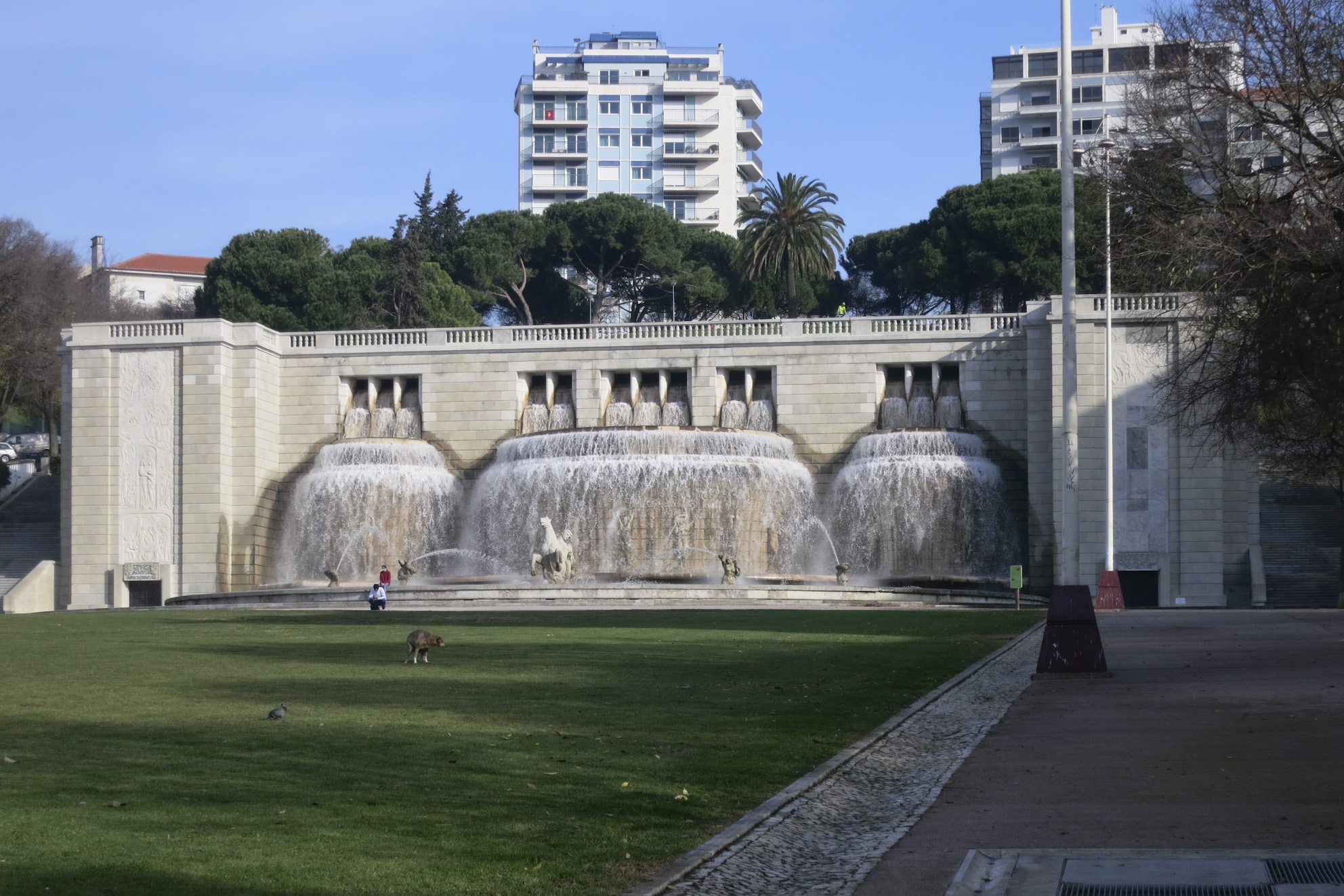
Fonte Monumental (Fonte Luminosa); Alameda D. Afonso Henriques, Lisboa

La Fuente Monumental (conocida como Fonte Luminosa) se encuentra en la Alameda Dom Afonso Henriques, en Lisboa, Portugal.

## Historia
La fuente fue edificada para celebrar el abastecimiento regular de agua a la zona oriental de la ciudad. A pesar de haber sido concebida originalmente en 1938, fue inaugurada el 30 de mayo de 1948.
El proyecto es de los hermanos Carlos Rebello de Andrade y Guilherme Rebello de Andrade y se encuadra en el estilo conservador, frecuentemente llamado Portugués Suave, dominante en la década de los 40; las esculturas son de Maximiano Alves (Cariátides) y de Diogo de Macedo (Tejo y Tágides); los bajorrelieves (paneles laterales) de Jorge Barradas.

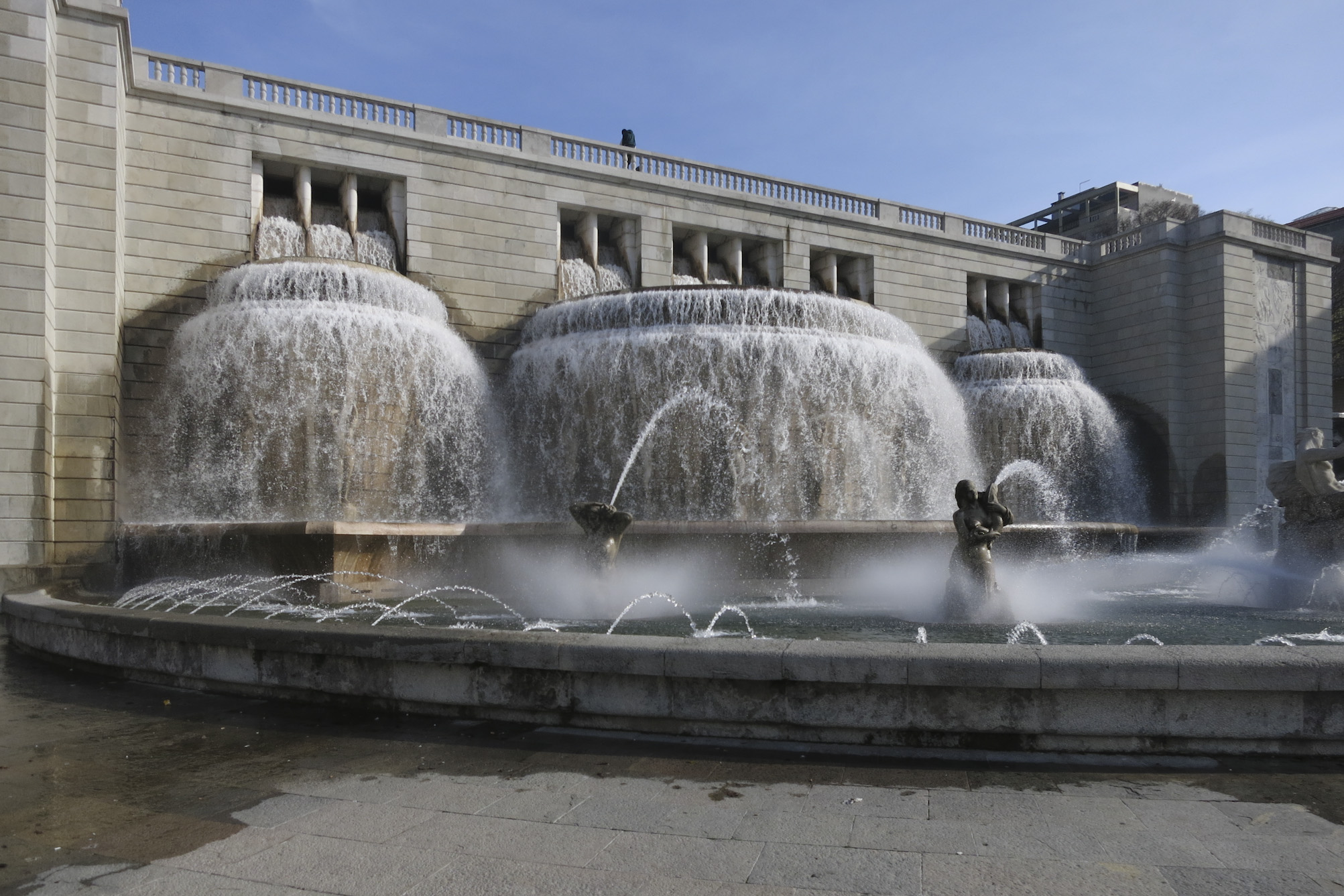
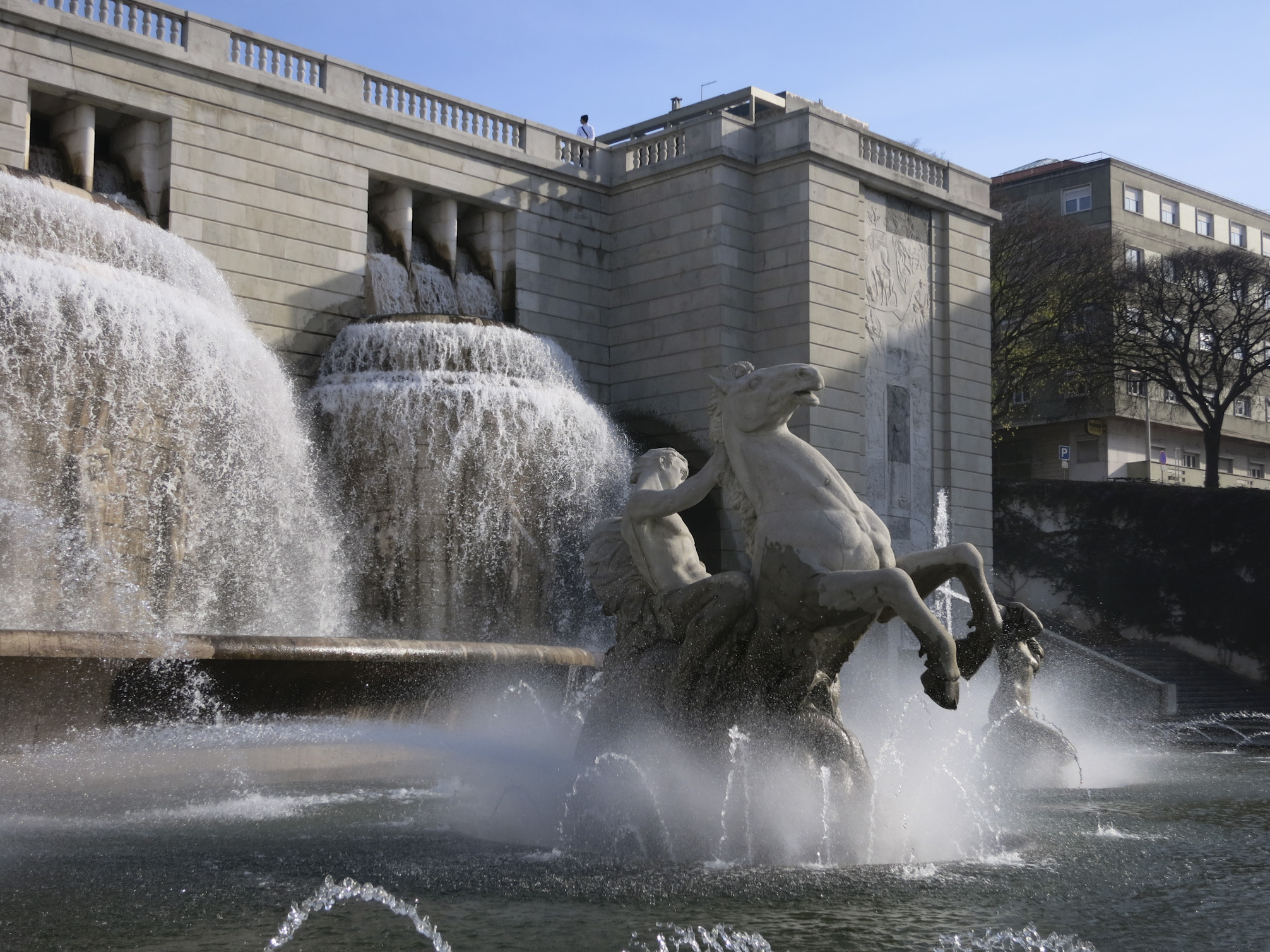
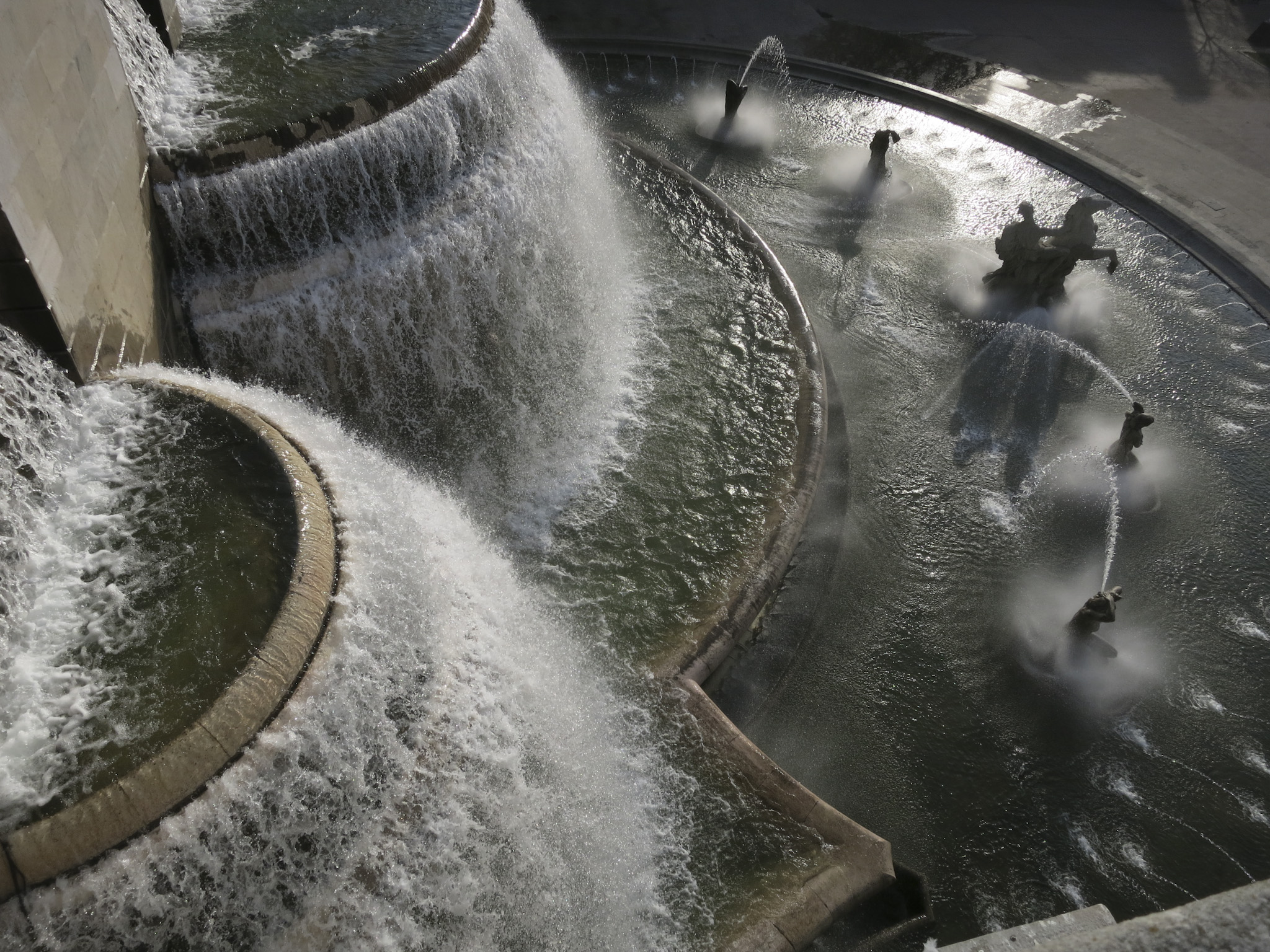

- Wikimedia Commons alberga una categoría multimedia sobre Fuente Luminosa.

1. ↑  Fernandes, José Manuel – Português Suave: Arquiteturas do Estado Novo. Lisboa: IPPAR, 2003, p. 94. ISBN 972-8736-26-6
2. ↑  «Câmara de Lisboa recupera Fonte Luminosa». Archivado desde el original el 16 de diciembre de 2013. Consultado el 1 de diciembre de 2017.

- Datos: Q1435854
- Multimedia: Parque da Fonte Luminosa (Lisbon) / Q1435854